# Chloroclystis roetschkei
Chloroclystis roetschkei is een vlinder uit de familie spanners (Geometridae). De wetenschappelijke naam van deze soort is voor het eerst geldig gepubliceerd in 2011 door Karisch & Hoppe.
De soort komt voor in tropisch Afrika.